# Bosnormand
Bosnormand ist eine ehemalige französischen Gemeinde mit 402 Einwohnern (Stand: 1. Januar 2020) im Département Eure in der Region Normandie. Sie gehörte zum Arrondissement Bernay. Die Bewohner werden Bosnormandois und Bosnormandoises genannt.
Der Erlass des Präfekten vom 3. August 2016 legte mit Wirkung zum 1. Januar 2017 die Eingliederung von Bosnormand als Commune déléguée zusammen mit der früheren Gemeinde Le Bosc-Roger-en-Roumois zur neuen Commune nouvelle Bosroumois fest.

## Geografie
Bosnormand liegt etwa 23 Kilometer südwestlich von Rouen und etwa 31 Kilometer nordöstlich von Bernay am nördlichen Rand des Départements.
Umgeben wird Bosnormand von den Nachbargemeinden und der Commune déléguée:
|                            | Le Bosc-Roger-en-Roumois (Commune déléguée) |                     |
| Grand Bourgtheroulde       | Kompassrose, die auf Nachbargemeinden zeigt |                     |
| Saint-Pierre-du-Bosguérard |                                             | Le Thuit de l’Oison |

## Bevölkerungsentwicklung
| Bosnormand: Einwohnerzahlen von 1793 bis 2020                                                                              | Bosnormand: Einwohnerzahlen von 1793 bis 2020 | Bosnormand: Einwohnerzahlen von 1793 bis 2020 | Bosnormand: Einwohnerzahlen von 1793 bis 2020 | Bosnormand: Einwohnerzahlen von 1793 bis 2020 |
| --- | --------------------------------------------- | --------------------------------------------- | --------------------------------------------- | --------------------------------------------- |
| Jahr |                                               |                                               |                                               | Einwohner                                     |
| 1793 | 1793                                          |                                               | 333                                           | 333                                           |
| 1800 | 1800                                          |                                               | 288                                           | 288                                           |
| 1806 | 1806                                          |                                               | 320                                           | 320                                           |
| 1821 | 1821                                          |                                               | 328                                           | 328                                           |
| 1831 | 1831                                          |                                               | 375                                           | 375                                           |
| 1836 | 1836                                          |                                               | 382                                           | 382                                           |
| 1841 | 1841                                          |                                               | 328                                           | 328                                           |
| 1846 | 1846                                          |                                               | 560                                           | 560                                           |
| 1851 | 1851                                          |                                               | 342                                           | 342                                           |
| 1856 | 1856                                          |                                               | 331                                           | 331                                           |
| 1861 | 1861                                          |                                               | 351                                           | 351                                           |
| 1866 | 1866                                          |                                               | 349                                           | 349                                           |
| 1872 | 1872                                          |                                               | 346                                           | 346                                           |
| 1876 | 1876                                          |                                               | 335                                           | 335                                           |
| 1881 | 1881                                          |                                               | 288                                           | 288                                           |
| 1886 | 1886                                          |                                               | 279                                           | 279                                           |
| 1891 | 1891                                          |                                               | 284                                           | 284                                           |
| 1896 | 1896                                          |                                               | 228                                           | 228                                           |
| 1901 | 1901                                          |                                               | 189                                           | 189                                           |
| 1906 | 1906                                          |                                               | 175                                           | 175                                           |
| 1911 | 1911                                          |                                               | 162                                           | 162                                           |
| 1921 | 1921                                          |                                               | 157                                           | 157                                           |
| 1926 | 1926                                          |                                               | 160                                           | 160                                           |
| 1931 | 1931                                          |                                               | 159                                           | 159                                           |
| 1936 | 1936                                          |                                               | 135                                           | 135                                           |
| 1946 | 1946                                          |                                               | 153                                           | 153                                           |
| 1954 | 1954                                          |                                               | 204                                           | 204                                           |
| 1962 | 1962                                          |                                               | 190                                           | 190                                           |
| 1968 | 1968                                          |                                               | 186                                           | 186                                           |
| 1975 | 1975                                          |                                               | 206                                           | 206                                           |
| 1982 | 1982                                          |                                               | 233                                           | 233                                           |
| 1990 | 1990                                          |                                               | 283                                           | 283                                           |
| 1999 | 1999                                          |                                               | 276                                           | 276                                           |
| 2006 | 2006                                          |                                               | 312                                           | 312                                           |
| 2013 | 2013                                          |                                               | 322                                           | 322                                           |
| 2020 | 2020                                          |                                               | 402                                           | 402                                           |
| Quelle(n): EHESS/Cassini bis 1999, INSEE ab 2006 Anmerkung(en): Ab 1962 offizielle Zahlen ohne Einwohner mit Zweitwohnsitz |                                               |                                               |                                               |                                               |

## Sehenswürdigkeiten
- Pfarrkirche Saint-Aubin aus dem 17. Jahrhundert
- Schloss aus dem 17. Jahrhundert, Wohngebäude im 19. Jahrhundert neu errichtet